# 1964년 하계 올림픽 대한민국 선수단
대한민국은 1964년 10월 10일부터 24일까지 일본 도쿄에서 열린 제18회 하계 올림픽에 참가했다. 은메달 두 개, 동메달 한 개를 땄다. 이 대회에서 대한민국은 사상 최초로 은메달을 2개를 땄다.

## 메달 집계

### 종목별 참가 선수 및 메달 집계
| 종목 | 참가 선수 | 1 | 2 | 3 | 메달 합계 |
| 역도 | 7         |   |   |   | 0         |
| 육상 | 17        |   |   |   | 0         |
| 사격 | 10        |   |   |   | 0         |
| 체조 | 9         |   |   |   | 0         |
| 펜싱 | 5*        |   |   |   | 0         |
| 합계 | 154       | 0 | 2 | 1 | 3         |

### 메달리스트
| 메달 | 이름   | 종목   | 세부 종목          |
| ---- | ------ | ------ | ------------------ |
|      | 정신조 | 복싱   | 남자 밴텀급        |
|      | 장창선 | 레슬링 | 남자 자유형        |
|      | 김의태 | 유도   | 남자 미들급 (80kg) |

## 종목별 성적

### 근대5종
개인 경기
- 최귀승 - 2809 포인트 (37위)

### 농구
예선 (B조)
| 나라           | 승 | 패 | 득점 | 실점 | 득실 | 승점 | 타이    |
| 미국           | 7  | 0  | 569  | 333  | +236 | 14   |         |
| 브라질         | 5  | 2  | 473  | 452  | +21  | 12   | 1승−0패 |
| 유고슬라비아   | 5  | 2  | 529  | 453  | +76  | 12   | 0승−1패 |
| 우루과이       | 4  | 3  | 472  | 482  | −10  | 11   |         |
| 핀란드         | 3  | 4  | 409  | 475  | −66  | 10   |         |
| 오스트레일리아 | 2  | 5  | 434  | 460  | −26  | 9    | 1승−0패 |
| 페루           | 2  | 5  | 431  | 453  | −22  | 9    | 0승−1패 |
| 대한민국       | 0  | 7  | 432  | 641  | −209 | 7    |         |

| 대한민국 | 득점     | 상대 팀        | 일정 / 장소                                      |
| 대한민국 | 72 : 80  | 핀란드         | 10월 11일 오전 9시 도쿄 국립 요요기 경기장       |
| 대한민국 | 64 : 105 | 우루과이       | 10월 12일 오전 9시 도쿄 국립 요요기 경기장       |
| 대한민국 | 65 : 92  | 브라질         | 10월 13일 오후 8시 30분 도쿄 국립 요요기 경기장  |
| 대한민국 | 58 : 65  | 오스트레일리아 | 10월 14일 오후 7시 도쿄 국립 요요기 경기장       |
| 대한민국 | 57 : 84  | 페루           | 10월 16일 오전 10시 30분 도쿄 국립 요요기 경기장 |
| 대한민국 | 66 : 99  | 유고슬라비아   | 10월 17일 오후 4시 도쿄 국립 요요기 경기장       |
| 대한민국 | 50 : 116 | 미국           | 10월 18일 오전 10시 30분 도쿄 국립 요요기 경기장 |

순위결정전 (13-16위)
|  | 준결승 (10월 20일) | 준결승 (10월 20일) | 준결승 (10월 20일) |  |  | 13위 결정전 (10월 22일) | 13위 결정전 (10월 22일) | 13위 결정전 (10월 22일) |
|  |                    |                    |                    |  |  |                         |                         |                         |
|  | A7                 | 헝가리             | 99                 |  |  |                         |                         |                         |
|  | B8                 | 대한민국           | 83                 |  |  |                         |                         |                         |
|  |                    |                    |                    |  |  | A7                      | 헝가리                  | 68                      |
|  |                    |                    |                    |  |  | A8                      | 캐나다                  | 65                      |
|  | B7                 | 페루               | 81                 |  |  |                         |                         |                         |
|  | A8                 | 캐나다             | 82                 |  |  | 15위 결정전 (10월 22일) | 15위 결정전 (10월 22일) | 15위 결정전 (10월 22일) |
|  |                    |                    |                    |  |  |                         |                         |                         |
|  |                    |                    |                    |  |  | B7                      | 대한민국                | 66                      |
|  |                    |                    |                    |  |  | B8                      | 페루                    | 71                      |

- 최총순위 : 16위

선수명단
- 정상윤, 정세훈, 주기선 (코치)
- 김영기, 문현장, 김영일, 정진봉, 하의건, 방열, 김무현, 김인건, 신동파, 김승규, 김종선, 이병구

### 다이빙
남자
| 선수   | 종목               | 예선  | 예선 | 준결승    | 준결승    | 결승      | 결승      |
| 선수   | 종목               | 점수  | 순위 | 점수      | 순위      | 점수      | 순위      |
| 최창래 | 남자 10m 플랫폼    | 84.02 | 22   | 진출 실패 | 진출 실패 | 진출 실패 | 진출 실패 |
| 송재웅 | 남자 10m 플랫폼    | 81.72 | 26   | 진출 실패 | 진출 실패 | 진출 실패 | 진출 실패 |
| 송재웅 | 남자 3m 스프링보드 | 75.10 | 23   | 진출 실패 | 진출 실패 | 진출 실패 | 진출 실패 |

여자
| 선수   | 종목               | 예선  | 예선 | 결승      | 결승      |           |           |
| 선수   | 종목               | 점수  | 순위 | 점수      | 순위      |           |           |
| 정희정 | 여자 3m 스프링보드 | 33.57 | 24   | 진출 실패 | 진출 실패 | 진출 실패 | 진출 실패 |

### 레슬링
자유형
남자
| 선수 | 세부 종목 | 예선 (상대 /결과) | 16강전 (상대 /결과) | 8강전 (상대 /결과) | 준결승 (상대 /결과) | 패자부활전 1회전 (상대 /결과) | 패자부활전 2회전 (상대 /결과) | 결승 (상대 /결과) | 최종 순위 |

### 사이클
| 선수                        | 세부 종목       | 결선       | 결선 |
| 선수                        | 세부 종목       | 기록       | 순위 |
| 이선배                      | 도로독주        | 4:39:51.79 | 86   |
| 안병훈                      | 도로독주        | 완주 실패  | -    |
| 위경용                      | 도로독주        | 완주 실패  | -    |
| 황창식                      | 도로독주        | 완주 실패  | -    |
| 안병훈 조성환 홍성익 이선배 | 단체 타임트리얼 | 2:52:18.39 | 24   |

### 배구
남자

| 날짜 | 대한민국 | 세트 스코어 | 상대 팀 | 1세트 | 2세트 | 3세트 | 4세트 | 5세트 | 총득점 |

여자

| 날짜 | 대한민국 | 세트 스코어 | 상대 팀 | 1세트 | 2세트 | 3세트 | 4세트 | 5세트 | 총득점 |

### 복싱
| 선수   | 세부 종목    | 32강                  | 16강                      | 8강                       | 준결승                | 결승                    | 결승      |           |           |
| 선수   | 세부 종목    | 상대 선수 결과        | 상대 선수 결과            | 상대 선수 결과            | 상대 선수 결과        | 상대 선수 결과          | 순위      |           |           |
| 조동기 | 플라이급     | 아게이 (IRI) · DQ 승  | 칼루마르데 (PHI) · 5-0 승 | 소로킨 (URS) · DQ 패      | 진출 실패             | 진출 실패               | 진출 실패 |           |           |
| 정신조 | 밴텀급       | 파라그 (EGY) · 5-0 승 | 알마레스 (ARG) · 3-2 승   | 에스피노사 (URS) · DNS 승 | 파빌라 (MEX) · 4-1 승 | 사쿠라이 (JPN) · RSC 패 | 2         |           |           |
| 숙종구 | 페더급       | 몰리나 (CHI) · DQ 승  | 두란 (MEX) · 1-4 패       | 진출 실패                 | 진출 실패             | 진출 실패               | 진출 실패 | 진출 실패 |           |
| 서분남 | 라이트급     | 매커트 (IRL) · 1-4 패 | 진출 실패                 | 진출 실패                 | 진출 실패             | 진출 실패               | 진출 실패 | 진출 실패 | 진출 실패 |
| 박구일 | 라이트웰터급 | 파솔리 (IRL) · 0-5 패 | 진출 실패                 | 진출 실패                 | 진출 실패             | 진출 실패               | 진출 실패 | 진출 실패 | 진출 실패 |
| 이홍만 | 웰터급       | 발리 (GBR) · 2-3 패   | 진출 실패                 | 진출 실패                 | 진출 실패             | 진출 실패               | 진출 실패 | 진출 실패 | 진출 실패 |
| 이금택 | 라이트미들급 | 미르자 (ROU) · 0-5 패 | 진출 실패                 | 진출 실패                 | 진출 실패             | 진출 실패               | 진출 실패 | 진출 실패 | 진출 실패 |
| 김득팔 | 라이트미들급 | 부전승                | 모네아 (ROU) · 0-5 패     | 진출 실패                 | 진출 실패             | 진출 실패               | 진출 실패 | 진출 실패 |           |

## 사격
남자
| 선수 | 세부 종목 | 예선   | 예선 | 결선   | 결선      |
| 선수 | 세부 종목 | 스코어 | 순위 | 스코어 | 최종 순위 |

### 역도
| 선수 | 세부 종목 | 추상 | 추상 | 인상 | 인상 | 용상 | 용상 | 합계 | 합계 |
| 선수 | 세부 종목 | 기록 | 순위 | 기록 | 순위 | 기록 | 순위 | 기록 | 순위 |

### 유도
남자
| 선수   | 세부 종목 | 예선                | 8강전                     | 준결승                | 결승                | 결승      |
| 선수   | 세부 종목 | 상대 선수 경기 결과 | 상대 선수 경기 결과       | 상대 선수 경기 결과   | 상대 선수 경기 결과 | 순위      |
| 서상철 | -68 kg    | 0-2 탈락            | 진출 실패                 | 진출 실패             | 진출 실패           | 진출 실패 |
| 박청삼 | -68 kg    | 2-0 진출            | 보골류보우스 (URS) · W 패 | 진출 실패             | 진출 실패           | 진출 실패 |
| 김의태 | -80 kg    | 2-0 진출            | 시오자와 (BRA) · AW 승    | 오카노 (JPN) · WCW 패 | 진출 실패           | 3         |
| 김종달 | +80 kg    | 2-0 진출            | 이노쿠마 (JPN) · KKG 패   | 진출 실패             | 진출 실패           | 진출 실패 |

- 범례 : W - Waza-ari, AW - Awase-waza, WCW - Waza-ari-chikai-waza, KKG - Kusure-kami-shiho-gatame

### 육상

#### 남자
트랙 / 도로 경기
남자 400m 종목에 나갈 예정이었던 장종길 선수는 선수본단의 착오로 경기 시간이 변경된 사실을 통지받지 못하면서, 400m 경기에 출전하지 못하고 자동 탈락했다.
| 선수        | 세부 종목 | 1차 예선      | 1차 예선 | 2차 예선  | 2차 예선  | 준결선    | 준결선    | 결선      | 결선      |
| 선수        | 세부 종목 | 기록          | 순위     | 기록      | 순위      | 기록      | 순위      | 기록      | 최종 순위 |
| 남자 100m   | 정기선    | 11.0          | 6        | 진출 실패 | 진출 실패 | 진출 실패 | 진출 실패 | 진출 실패 | 진출 실패 |
| 남자 200m   | 정기선    | 22.3          | 7        | 진출 실패 | 진출 실패 | 진출 실패 | 진출 실패 | 진출 실패 | 진출 실패 |
| 남자 400m   | 장종길    | 출전하지 못함 | -        | 진출 실패 | 진출 실패 | 진출 실패 | 진출 실패 | 진출 실패 | 진출 실패 |
| 남자 800m   | 정교모    | 1:51.8        | 6        |           |           | 진출 실패 | 진출 실패 | 진출 실패 | 진출 실패 |
| 남자 1500m  | 정교모    | 3:53.0        | 9        |           |           | 진출 실패 | 진출 실패 | 진출 실패 | 진출 실패 |
| 남자 마라톤 | 이상훈    |               |          |           |           |           |           | 2:22:02.8 | 11        |
| 남자 마라톤 | 김연범    |               |          |           |           |           |           | 2:24:40.6 | 16        |
| 남자 마라톤 | 주형결    |               |          |           |           |           |           | 2:41:08.2 | 50        |

필드 경기
| 선수            | 세부 종목 | 예선    | 예선 | 결선      | 결선      |           |           |
| 선수            | 세부 종목 | 기록    | 순위 | 기록      | 최종 순위 |           |           |
| 남자 세단뛰기   | 황정대    | 13.98m  | 30   | 진출 실패 | 진출 실패 | 진출 실패 | 진출 실패 |
| 남자 포환던지기 | 임호근    | 13.64m  | 22   | 진출 실패 | 진출 실패 | 진출 실패 | 진출 실패 |
| 남자 원반던지기 | 김병기    | 42.73 m | 28   | 진출 실패 | 진출 실패 | 진출 실패 | 진출 실패 |
| 남자 창던지기   | 박수권    | 62.50 m | 23   | 진출 실패 | 진출 실패 | 진출 실패 | 진출 실패 |
| 남자 해머던지기 | 임동실    | 56.43 m | 23   | 진출 실패 | 진출 실패 | 진출 실패 | 진출 실패 |

#### 여자
트랙 / 도로 경기
| 선수               | 세부 종목                   | 예선   | 예선 | 준결선    | 준결선    | 결선      | 결선      |
| 선수               | 세부 종목                   | 기록   | 순위 | 기록      | 순위      | 기록      | 최종 순위 |
| 여자 100m          | 송양자                      | 12.7   | 8    | 진출 실패 | 진출 실패 | 진출 실패 | 진출 실패 |
| 여자 200m          | 송양자                      | 26.5   | 5    | 진출 실패 | 진출 실패 | 진출 실패 | 진출 실패 |
| 여자 400m          | 한명희                      | 58.7   | 7    | 진출 실패 | 진출 실패 | 진출 실패 | 진출 실패 |
| 여자 800m          | 한명희                      | 2:22.7 | 8    | 진출 실패 | 진출 실패 | 진출 실패 | 진출 실패 |
| 여자 4 x 100m 계주 | 박희숙 한명희 이학자 송양자 | 50.1   | 7    |           |           | 진출 실패 | 진출 실패 |

필드 경기
| 선수            | 세부 종목 | 예선    | 예선 | 결선      | 결선      |           |           |
| 선수            | 세부 종목 | 기록    | 순위 | 기록      | 최종 순위 |           |           |
| 여자 멀리뛰기   | 한죽희    | 5.45 m  | 28   | 진출 실패 | 진출 실패 | 진출 실패 | 진출 실패 |
| 여자 원반던지기 | 박영숙    | 37.50 m | 20   | 진출 실패 | 진출 실패 | 진출 실패 | 진출 실패 |
| 여자 창던지기   | 이희자    | 34.95 m | 16   | 진출 실패 | 진출 실패 | 진출 실패 | 진출 실패 |
| 여자 5종경기    | 이학자    |         |      | 3649점    | 19        |           |           |

### 조정
8인 종목 한 경기에만 출전하였으며, 크루 8명, 콕스 2명, 후보 2명에 총 12명이 파견되었다. 참가한 12인은 지덕한, 김규산, 윤영웅, 한영준, 김헌종, 박신영, 최신일, 이상우, 천성태, 안종득, 유혁근, 이은산 등이다.
남자
| 팀       | 세부 종목 | 예선    | 예선 | 패자부활전 | 패자부활전 | 순위결정전 | 순위결정전 | 결선      | 결선      |
| 팀       | 세부 종목 | 기록    | 순위 | 기록       | 순위       | 기록       | 순위       | 기록      | 최종 순위 |
| 대한민국 | 에이트    | 6:46.13 | 4    | 6:36.24    | 3          | 6:31.80    | 12         | 진출 실패 | 12        |

### 축구
조별리그 (C조)
| 팀               | 경기수 | 승 | 무 | 패 | 득점 | 실점 | 득실차 | 승점 |
| ---------------- | ------ | -- | -- | -- | ---- | ---- | ------ | ---- |
| 체코슬로바키아   | 3      | 3  | 0  | 0  | 12   | 2    | +10    | 6    |
| 아랍 연합 공화국 | 3      | 1  | 1  | 1  | 12   | 6    | +6     | 3    |
| 브라질           | 3      | 1  | 1  | 1  | 5    | 2    | +3     | 3    |
| 대한민국         | 3      | 0  | 0  | 3  | 1    | 20   | −19    | 0    |

| 체코슬로바키아                                                    | 6 : 1  | 대한민국   |
| ----------------------------------------------------------------- | ------ | ---------- |
| 을리흐트네글 25′ · 보이타 26′ · 므라스 32′, 68′ · 마스니 43′, 71′ | 리포트 | 이이우 59′ |

| 브라질                                               | 4 : 0  | 대한민국 |
| ---------------------------------------------------- | ------ | -------- |
| 조제 호베르투 30′ · 일리제우 44′, 54′ · 호베르투 73′ | 리포트 |          |

| 아랍 연합 공화국                                                                          | 10 : 0 | 대한민국 |
| ----------------------------------------------------------------------------------------- | ------ | -------- |
| 리아드 14′, 17′, 40′, 48′, 72′, 77′ · 무함마드 50′ · 엘파나길리 61′ · 엣만 66′ · 하산 78′ | 리포트 |          |

### 체조
한수희, 서재규, 이광재, 김광덕, 김충태, 이덕분, 정봉순, 최영숙, 정이광, 강수일 등 총 10명의 선수와 2명의 코치가 출전하였으나 모두 순위권에 이르지는 못했다. 자세한 결과는 본문 항목 참조.

### 펜싱
남자
| 선수                        | 세부 종목 | 1차 예선       | 2차 예선       | 32강전           | 16강전           | 8강전            | 4강전            | 결승 / 3,4위전   | 결승 / 3,4위전 |
| 선수                        | 세부 종목 | 스코어 (순위)  | 스코어 (순위)  | 상대 선수 스코어 | 상대 선수 스코어 | 상대 선수 스코어 | 상대 선수 스코어 | 상대 선수 스코어 | 순위           |
| 신두호                      | 포일 개인 | 1-4 (5위) 탈락 | 진출 실패      | 진출 실패        | 진출 실패        | 진출 실패        | 진출 실패        | 진출 실패        | 진출 실패      |
| 김만식                      | 포일 개인 | 1-4 (5위) 탈락 | 진출 실패      | 진출 실패        | 진출 실패        | 진출 실패        | 진출 실패        | 진출 실패        | 진출 실패      |
| 한명석                      | 포일 개인 | 0-5 (6위) 탈락 | 진출 실패      | 진출 실패        | 진출 실패        | 진출 실패        | 진출 실패        | 진출 실패        | 진출 실패      |
| 신두호 김만식 한명석 김창환 | 포일 단체 | 0-2 (4위) 탈락 | 경기 없음      | 경기 없음        | 경기 없음        | 경기 없음        | 진출 실패        | 진출 실패        | 진출 실패      |
| 신두호                      | 에페 개인 | 4-3 (4위) Q2   | 1-5 (7위) 탈락 | 진출 실패        | 진출 실패        | 진출 실패        | 진출 실패        | 진출 실패        | 진출 실패      |
| 김만식                      | 에페 개인 | 1-6 (7위) 탈락 | 진출 실패      | 진출 실패        | 진출 실패        | 진출 실패        | 진출 실패        | 진출 실패        | 진출 실패      |
| 한명석                      | 에페 개인 | 3-5 (6위) 탈락 | 진출 실패      | 진출 실패        | 진출 실패        | 진출 실패        | 진출 실패        | 진출 실패        | 진출 실패      |

여자
| 선수   | 세부 종목 | 1차 예선       | 2차 예선      | 32강전           | 16강전           | 8강전            | 4강전            | 결승 / 3,4위전   | 결승 / 3,4위전 |
| 선수   | 세부 종목 | 스코어 (순위)  | 스코어 (순위) | 상대 선수 스코어 | 상대 선수 스코어 | 상대 선수 스코어 | 상대 선수 스코어 | 상대 선수 스코어 | 순위           |
| 신광숙 | 포일 개인 | 1-5 (7위) 탈락 | 진출 실패     | 진출 실패        | 진출 실패        | 진출 실패        | 진출 실패        | 진출 실패        | 진출 실패      |